# بریکس پی
بریکس پی (به انگلیسی: BRICS PAY) یک سیستم غیرمتمرکز و مستقل برای پیام‌رسانی پرداخت‌های مالی است که توسط کشورهای عضو بریکس در حال توسعه است. این سیستم برای اولین بار در شانزدهمین نشست بریکس که در روسیه برگزار شد معرفی شد و به عنوان روشی در راستای دلارزدایی به کار می‌رود.

## سیستم
این سیستم مشابه با سامانه پرداخت بین‌بانکی فرامرزی (CIPS)، سوئیفت اروپا و رابط پرداخت یکپارچه هند (UPI) است. این پروژه یک سرمایه‌گذاری مشترک بین کشورهای بریکس برای دریافت و انجام پرداخت‌ها با استفاده از ارزهای محلی خود است. این سرمایه‌گذاری در سال ۲۰۱۸ توسط شورای تجاری بریکس آغاز شد. تیمی که به صورت مشترک بریکس پی را مدیریت می‌کند، شامل کارشناسان مالی و فناوری بانکی از چهار کشور بنیان‌گذار بریکس و همچنین آفریقای جنوبی است. هدف بریکس پی این است که پرداخت‌های بین‌المللی را ارزان‌تر و ساده‌تر کند و همکاری بین‌المللی بین اعضای رو به رشد بریکس را تشویق کند.

### سیستم پیام‌رسانی غیرمتمرکز مرزی بریکس
سیستم پرداخت بریکس شامل یک سیستم پیام‌رسانی غیرمتمرکز مرزی (به انگلیسی: Decentralized Cross-border Message System) یا DCMS خواهد بود که توسط مرکز دانشگاه دولتی سنت پترزبورگ معرفی شده است. DCMS بدون مالک یا صاحب مرکزی کار می‌کند. شرکت‌کنندگان مدیریت گرههای خود را بر عهده دارند که ظاهراً این سیستم را در برابر کنترل یا دخالت‌های خارجی مقاوم می‌سازد. تراکنش این سیستم هزینه الزام‌آور ندارد، اما به شرکت‌کنندگان اجازه می‌دهد تا به صورت اختیاری به یکدیگر هزینه‌ای دریافت کنند. DCMS به‌طور خودکار مسیرهای تراکنش را بین شرکت‌کنندگان ایجاد می‌کند و به دنبال اطمینان از ارتباطات قابل اعتماد است حتی در صورتی که انتقال مستقیم ممکن نباشد. هدف این سیستم کاهش عدم توازن در تسویه حساب‌ها بین طرف‌های معامله است. پیام‌ها رمزگذاری و امضا می‌شوند و چندین مکانیزم رمزگذاری در دسترس خواهند بود. شرکت‌کنندگان می‌توانند نرخ‌های تبدیل ارز و محدودیت‌های تراکنش را تعیین کنند. با تنظیمات پیشنهادی، DCMS ادعا می‌کند که به ۲۰٬۰۰۰ پیام در ثانیه دست خواهد یافت، در حالی که در طرف دیگر، نیازهای سخت‌افزاری حداقلی ندارد. همچنین قرار است DCMS بعد از گذراندن فاز آزمایشی به صورت متن باز ارائه شود.